# Jenny Wolfová
Jenny Wolfová (* 31. ledna 1979 Berlín) je německá rychlobruslařka specializující se na sprinty a nejkratší tratě. Je světovou rekordmankou na trati 500 m, několikanásobnou mistryní světa a olympijskou medailistkou.
Wolfová závodí ve Světovém poháru od roku 1999. V roce 2002 se zúčastnila Zimních olympijských her v Salt Lake City, kde na trati 500 m skončila 15. Prvního významného úspěchu dosáhla v sezóně 2003/2004, ve které se v celkovém hodnocení Světového poháru umístila na trati 100 m na druhém místě a na mistrovství světa dojela na trati 500 m jako čtvrtá. Od sezóny 2005/2006 vládla Světovému poháru na tratích 100 a 500 m, jehož celkové hodnocení v obou disciplínách několikrát vyhrála (100 m 4×, 500 m 6×). V letech 2007, 2008, 2009 a 2011 získala na trati 500 m titul mistryně světa, v roce 2008 vyhrála i sprinterské mistrovství světa. Na zimní olympiádě 2010 ve Vancouveru skončila v závodě na 500 m na druhém místě, o čtyři roky později byla na ZOH v Soči na pětistovce šestá, na kilometru skončila na 25. místě.
Je držitelkou současného světového rekordu v závodech na 100 m.